# Valdenebro de los Valles
Valdenebro de los Valles es un municipio y localidad española de la provincia de Valladolid, en la comunidad autónoma de Castilla y León. El término municipal, ubicado en el sur de la comarca de Tierra de Campos, en las estribaciones de los Montes Torozos, tiene una población de 185 habitantes (INE 2024). 

## Geografía
Valdenebro de los Valles, aunque perteneciente a la comarca de Tierra de Campos, se encuentra en las estribaciones de los Montes Torozos, por lo que posee una orografía peculiar, distinta a la común de los pueblos terracampinos. Su término queda delimitado al norte por las laderas de las Cuestas, Al oeste se abre al Valle del Sequillo (arroyo de Coruñeses) y a la subida al páramo de Torozos (caserío de monte Sardonedo con su altitud de 862,4 m), al sur por el páramo de Torozos (Navabuena y la Mudarra) al este por el valle de Valderrey la Picotera y el valle de los Cesteros.
El entorno físico alterna la llanura arcillosa propia de Tierra de Campos, con laderas calcáreas y páramos arenosos. En el municipio, donde en el siglo XIX se mencionaba la existencia de «buenos montes poblados de roble», abundan el quejigo y la encina y dispone de numerosos valles que bordean los Montes Torozos y que con los ya desaparecidos enebros le dan el nombre al municipio. En las laderas calcáreas abunda el pino de reforestación, el almendro, como resto de la época en que el municipio se cultivó viñedo, está presente en muchos de sus pagos. Es común la presencia de riberas con chopos y álamos. También crece el pino piñonero. La liebre, el conejo la codorniz y la perdiz roja son las especies cinegéticas que se cazan en su término.

## Historia

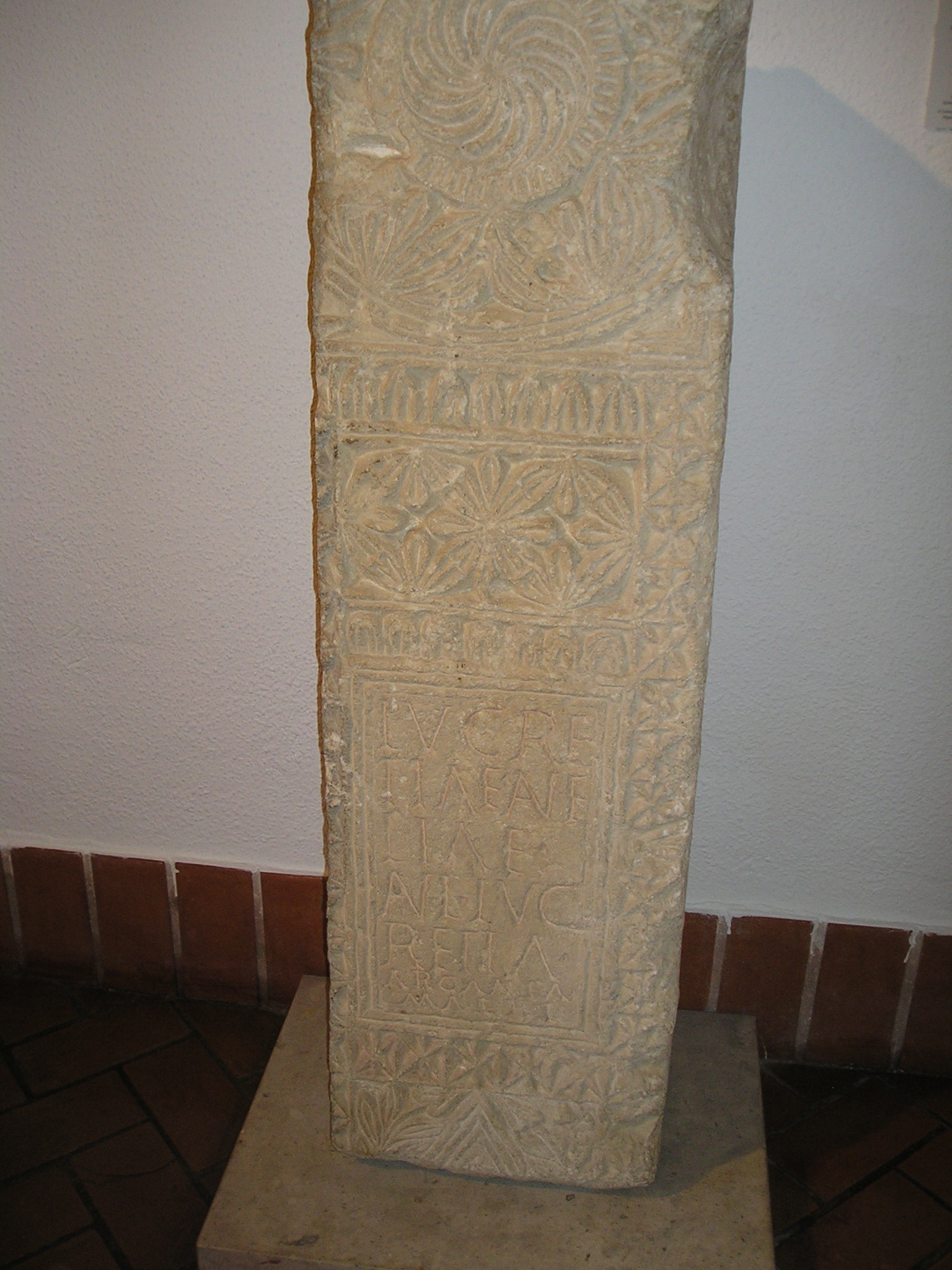
Estela funeraria romana encontrada en el término municipal de Valdenebro de los Valles

Los orígenes del municipio; por sus enclave, en un pequeño cerro y su entorno, tienen que coincidir o ser similares, a los de los pueblos vecinos de Montealegre de Campos y Villalba de los Alcores, los cuales se remonta a época vacea. Existen indicios de la existencia de una villa romana en el paraje de Arenillas, también queda un resto de calzada romana en la fuente del barrio, siendo muy nombrada en el pueblo, la estela funeraria, también romana, que fue a parar desde su iglesia parroquial al Museo Arqueológico de Valladolid en el Palacio de Fabio Nelli. Estos ejemplos, denotan muy a las claras su pasado romano.  
La morfología de su casco urbano, su ubicación, los pocos restos de murallas y del castillo que todavía se conservan, así como la leyenda en torno al paraje denominado El Teso de la Horca, denotan un pasado medieval como frontera entre León y Castilla en el siglo XI cuando Pelayo Bermúdez dona en 1049 la villa al rey Fernando I, rico y convulso del que tampoco se dispone de fuentes fiables. 
Las primeras noticias que se tienen del municipio datan del siglo XIII y hacen referencia al privilegio otorgado en 1242 por Fernando III con motivo del deslinde entre los términos municipales de Medina de Rioseco propiedad de la corona y el de Valdenebro propiedad del conde de Castro. En la crónica de Alfonso XI se hace referencia al carácter rebelde de sus habitantes y el uso de la población bien fortificada y de su castillo para el asalto y pillaje, interviniendo el monarca tomando la plaza y escarmentando a la población en el lugar conocido hoy como el teso de la Horca. El municipio pasa por Donación Real en 1465 a incorporarse a los dominios del Almirante Don Fadrique, ordenando este en esta villa el 22 de septiembre de 1473 sus últimas voluntades. 
En el siglo XVIII encontramos en la contribución única realizada por el marqués de la Ensenada en 1752, que la villa pertenecía a la Duquesa de Alba, adquirida por compra a la corona. En esta documentación se pone de manifiesto, que la economía del municipio se basaba en la producción de cereales, la producción de vino y la cría de ganado ovino, sin existir manufactura alguna, aspecto este que continúa básicamente en nuestros días. Más recientemente a principios del siglo XX el nombre del municipio se vincula por mor de algunos de sus vecinos a los cambios que la política del catastro está realizando en el medio rural, como consecuencia de los mismos se gravaría con más impuestos al colono o campesino, siendo un vecino Rafael del Caño García el mentor y promotor de dicha protesta.
A mediados del siglo XIX, la villa tenía contabilizada una población de 544 habitantes. Aparece descrita en el decimoquinto volumen del Diccionario geográfico-estadístico-histórico de España y sus posesiones de Ultramar de Pascual Madoz de la siguiente manera:

VALDENEBRO: v. con ayunt. en la prov., aud. terr. y c. g. de Valladolid (5 leg.), part. jud. de Medina de Rioseco (1), dióc. de Palencia (7). sit. sobre una colina con buena ventilacion y clima sano: tiene 180 casas; la consistorial, con soportales; escuela de instruccion primaria, dotada con 3,000 rs.; un hospital que se halla en el mayor estado de abandono; dos fuentes de esquisitas y abundantes aguas; una igl. parr. (San Vicente Mártir) servida por 3 beneficiados, entre los que, el ob. que es el cura, nombra un teniente; el campo santo se halla á la salida de la v., contiguo á una igl., casi enteramente destruida, que fue parr., con la advocacion de Ntra. Sra. de Troya. Confina el térm. con los de Montealegre, Medina de Rioseco, Mudarra y Palacios; dentro de él se encuentran varios manantiales y el desp. de Escobar: el terreno, bañado por un arroyo de curso perenne, participa de páramo, valle y llano, y es de regular calidad en lo general; comprende buenos montes poblados de roble: caminos: los locales, de carruage, pero en mal estado: correo: se recibe y despacha en la cab. del part. prod.: cereales, legumbres, vino, hortalizas, leñas, buenos y abundantes pastos, con los que se mantiene ganado lanar y mular. ind.: la agrícola y ganaderia. comercio: esportacion del sobrante de frutos, ganado y lana, é importacion de los art. que faltan. pob.: 149 vec., 544 almas. cap. prod.: 1.223,100 rs. imp.; 122,314.
(Madoz, 1849, p. 281)

Hasta la reforma de la nomenclatura municipal de 1916 el municipio se llamaba simplemente Valdenebro. En dicha fecha su nombre fue modificado por el de Valdenebro de los Valles.

## Demografía
Cuenta con una población de 185 habitantes (INE 2024).
| Gráfica de evolución demográfica de Valdenebro de los Valles entre 1842 y 2021 |
| |
| Población de derecho según los censos de población del INE Población de hecho según los censos de población del INEEn estos censos se denominaba Valdenebro: 1842, 1857, 1860, 1877, 1887, 1897, 1900 y 1910 |

## Patrimonio

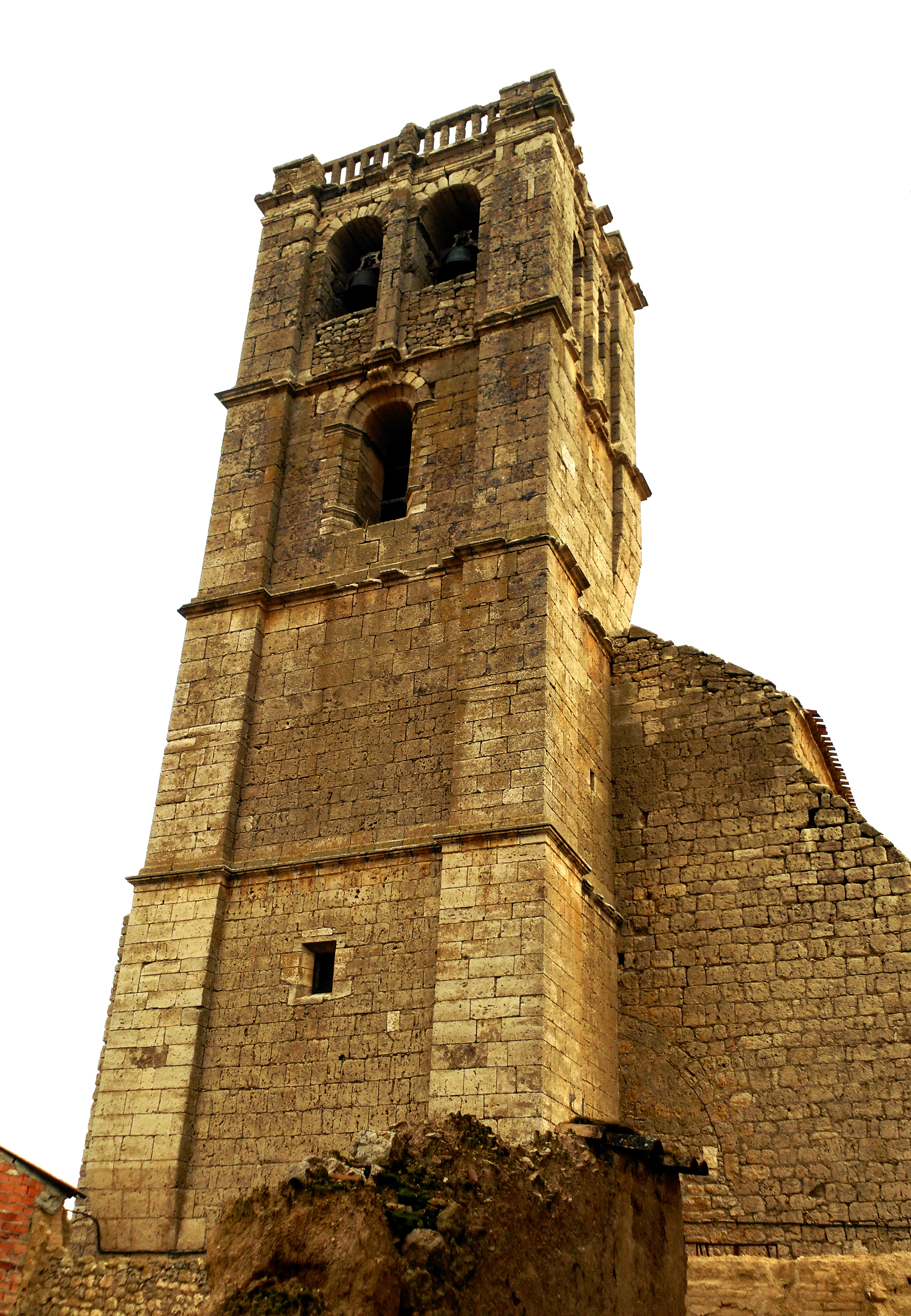
Torre de la iglesia de San Vicente Mártir

En la localidad hay una iglesia bajo la advocación de San Vicente Mártir. Se trata de un edificio de planta rectangular de una sola nave, con torre de tres plantas. El primitivo origen del templo es románico del siglo XIII, del que queda la base de su torre con una perfecta bóveda de cañón, la portada principal y la estructura de contrafuertes exteriores, también se observan en el muro exterior restos de canecillos románicos reutilizados. El templo actual es un edificio del siglo XVI construido en piedra sobre los restos románicos mencionados. Tiene planta rectangular, de una sola nave dividida en cuatro tramos, cada uno de los cuales coronado en bóveda de crucería con terceletes, coro alto a los pies junto a la torre, sobre un solo arco que se apoya en muros exteriores y es de un radio y longitud únicos. La torre, de origen románico, tiene de tres cuerpos en piedra de sillería. La construcción es atribuida a Gaspar de Solozano. En su interior se conserva un cristo crucificado, también románico, que tradicionalmente se usaba en los entierros, dicha talla tiene un valor histórico artístico, incalculable. Es muy interesante el reloj de sol situado en la calle Troya por ser uno de los más antiguos fechados de la provincia.